# メンター (オハイオ州)
メンター（Mentor）は、アメリカ合衆国オハイオ州のレイク郡にある都市。人口は4万7450人（2020年）。クリーブランドの北東40キロメートル、エリー湖畔に位置している。

## 歴史
初期の入植者はコネチカット土地会社の募集に応募した人々であり、大半がコネチカット州出身者だった。1800年頃には小さな集落が形成された。
地名の「メンター」はギリシャ神話のメントールに由来している。コネチカット西部保留地の地名はギリシャ神話から選ばれたものが幾つかあり、アクロンやユークリッドもこれに該当する。
クリーブランドが工業都市として発展していく過程で、自然豊かなメンターは富裕層の別荘地として機能した。夏の間は大勢の観光客で賑わった。
1960年代に州間高速道路90号線が開通し、クリーブランドに通勤できるようになった。人口が急増し1963年に法人化した。新住民の流入によって民族構成は多様化した。住民の大半は中流階級になった。今日のメンターはクリーブランドの郊外都市である。

## 経済
医療機器メーカーステリス・コーポレーションの本社が立地している。

## 名所
第20代アメリカ合衆国大統領ジェームズ・ガーフィールドの家が保存されており、博物館として公開されている。アメリカ合衆国国立史跡に登録されている。

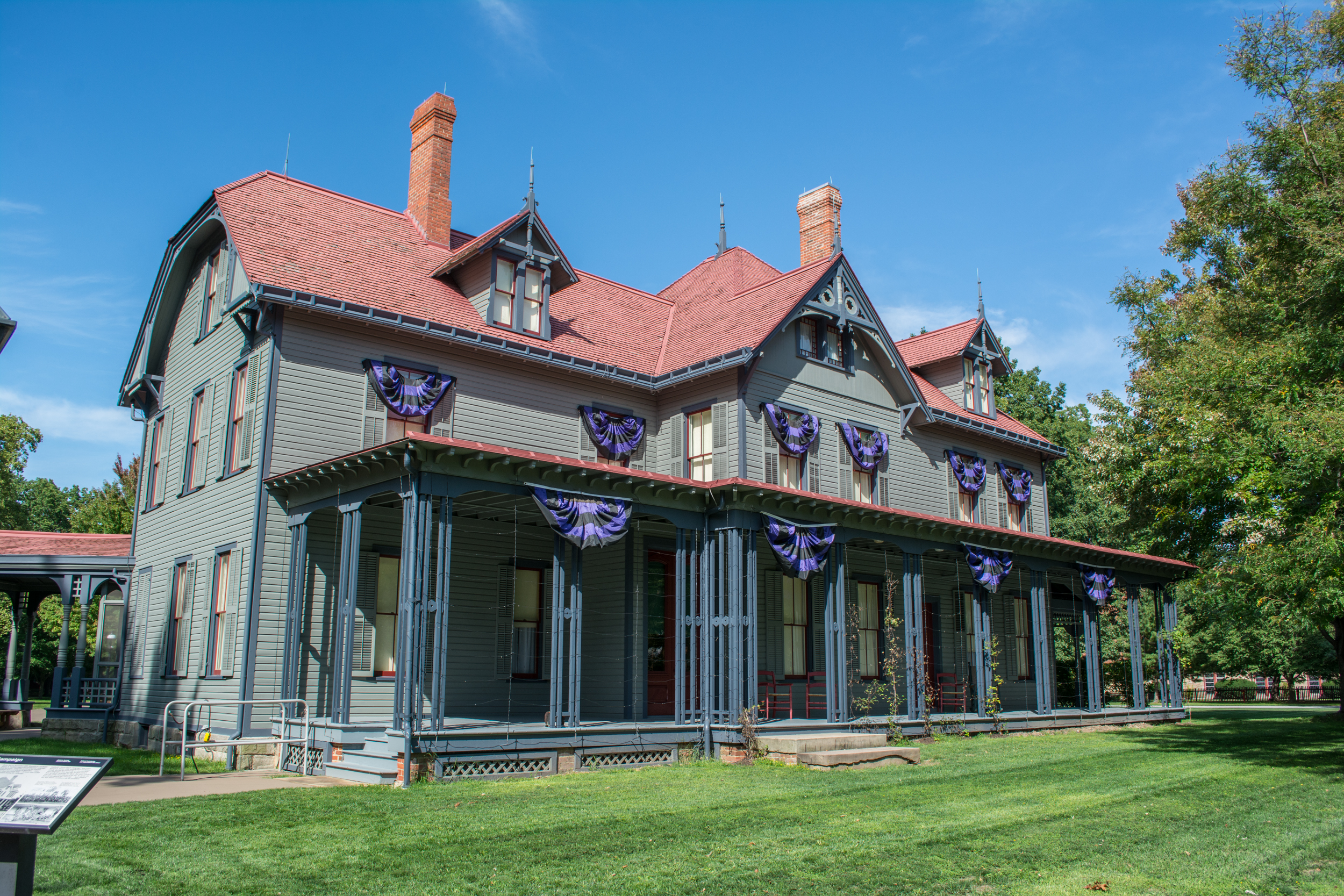
ガーフィールド邸

## 関係者
- ミッチェル・トゥルビスキー：アメリカンフットボール選手